# Carl von Clausewitz
Carl Philipp Gottlieb von Clausewitz (nascido Carl Philipp Gottlieb Clauswitz; Burg. 1 de julho de 1780 – Breslávia, 16 de novembro de 1831) foi um general do Reino da Prússia e teórico militar que destacou os aspectos políticos e psicológicos (ou "morais") da guerra. Sua obra mais conhecida, Vom Kriege (Da Guerra), inacabada à época de sua morte, é considerada um tratado fundamental de estratégia militar e ciência militar.
Clausewitz enfatizou a complexa interação de fatores diversos no conflito armado, apontando como o desenvolvimento inesperado dos eventos sob a "névoa da guerra" — isto é, diante de informações incompletas, duvidosas ou incorretas — exige decisões rápidas de comandantes atentos. Ao contrário de Antoine-Henri Jomini, ele argumentava que a guerra não poderia ser reduzida a fórmulas geométricas ou mapas. Entre suas frases mais conhecidas está:
| “ | A guerra é a continuação da política por outros meios. Clausewitz, Da Guerra, Livro I, Capítulo 1 | ” |

## Nome
O nome de batismo de Clausewitz aparece em fontes não alemãs como "Karl", "Carl Philipp Gottlieb" ou "Carl Maria". Ele usava propositalmente a grafia com "C" para alinhar-se à tradição clássica ocidental, enquanto a variante com "K" tende a enfatizar a identidade alemã. "Carl Philipp Gottfried" é o nome inscrito em sua lápide. No entanto, fontes como o historiador Peter Paret e a Encyclopædia Britannica continuam usando "Gottlieb" em vez de "Gottfried".

## Vida e carreira militar
Clausewitz nasceu em 1 de julho de 1780, em Burg bei Magdeburg, no Ducado de Magdeburgo, parte do Reino da Prússia. Era o quarto e mais jovem filho de uma família que reivindicava ascendência nobre, alegando descender dos Barões de Clausewitz da Alta Silésia — embora essa ligação seja questionada por estudiosos.
Seu avô fora professor de teologia e filho de um pastor luterano. O pai de Clausewitz servira como tenente no exército de Frederico, o Grande e, depois, trabalhou em um cargo menor na receita interna prussiana. Carl ingressou no exército prussiano aos 12 anos como cabo-lanceiro e mais tarde alcançou o posto de major-general.
Participou das Guerras Revolucionárias Francesas, incluindo o Cerco de Mainz (1793), e mais tarde lutou nas Guerras Napoleônicas, entre 1806 e 1815. Em 1801, com 21 anos, ingressou na Kriegsakademie (Academia de Guerra Prussiana), onde foi influenciado por pensadores como Immanuel Kant, Johann Gottlieb Fichte e Friedrich Schleiermacher. Nessa época ganhou a admiração de Gerhard von Scharnhorst, o primeiro chefe do Estado-Maior do exército prussiano reformado a partir de 1809.
Clausewitz, Hermann von Boyen e Karl von Grolman tornaram-se aliados importantes de Scharnhorst no processo de reforma militar prussiana entre 1807 e 1814.
Durante a Campanha de Jena, Clausewitz atuou como ajudante-de-ordens do príncipe Augusto Ferdinando da Prússia. Na Batalha de Jena-Auerstedt (14 de outubro de 1806), Napoleão derrotou o exército prussiano-saxão comandado pelo Duque de Brunswick, e Clausewitz foi capturado, junto com outros 25 mil soldados. Permaneceu prisioneiro na França entre 1807 e 1808.
De volta à Prússia, colaborou com reformas do exército e do Estado. Em 1809, escreveu anonimamente uma carta crítica ao livro de Fichte sobre Maquiavel, publicada na coletânea Verstreute kleine Schriften (pp. 157–166). A carta foi posteriormente traduzida para o inglês em Carl von Clausewitz: Historical and Political Writings (1992), editado por Peter Paret e D. Moran.

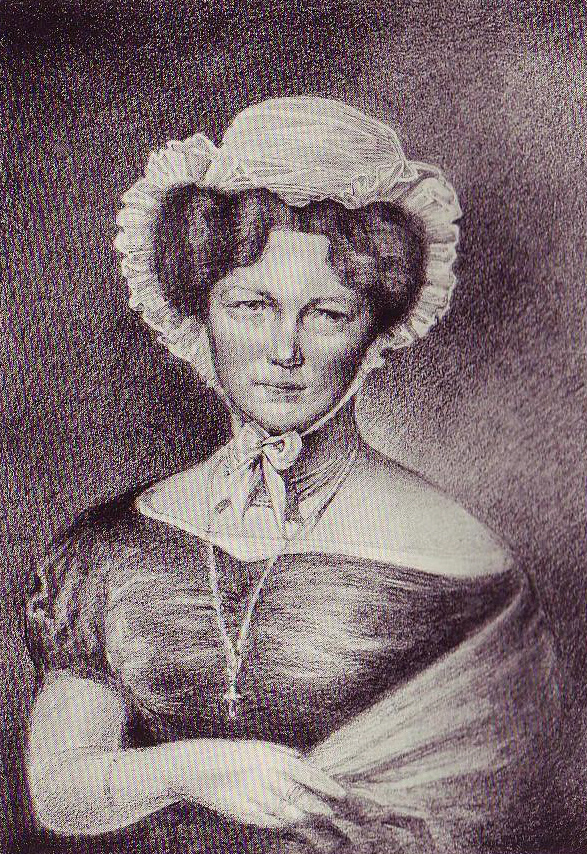
Marie von Clausewitz (nascida Condessa von Brühl)

Em 10 de dezembro de 1810, casou-se com a condessa Marie von Brühl, de nobre família originária da Turíngia. Educada e influente, Marie desempenhou papel fundamental na carreira e produção intelectual de Clausewitz. Após a morte dele, organizou e publicou sua obra póstuma, Da Guerra.
Contrário à aliança forçada da Prússia com Napoleão, Clausewitz deixou o exército prussiano e ingressou no Exército Imperial Russo entre 1812 e 1813, participando da Campanha da Rússia e da Batalha de Borodino. Em 1813, uniu-se à Legião Russo-Alemã e contribuiu para a Convenção de Tauroggen, que precedeu a aliança entre Prússia, Rússia e Reino Unido contra Napoleão.
Em 1815, com a incorporação da Legião ao exército prussiano, Clausewitz voltou ao serviço como coronel e foi nomeado chefe do Estado-Maior do III Corpo sob comando de Johann von Thielmann. Atuou nas batalhas de Ligny e Wavre durante a Campanha de Waterloo (junho de 1815), tendo enfrentado pesadas desvantagens numéricas.
Após o fim da guerra, tornou-se diretor da Kriegsakademie (Academia de Guerra), onde permaneceu até 1830. Com a eclosão da revolta na Polônia (1830–1831), foi nomeado chefe do Estado-Maior do único exército mobilizado pela Prússia. Durante essa campanha, que envolveu a criação de um cordon sanitaire contra o surto de cólera, Clausewitz contraiu a doença e faleceu em 16 de novembro de 1831.
Sua viúva publicou sua obra magna, Da Guerra, em 1832, com prefácio redigido por ela. A coletânea de escritos foi editada por Marie até 1835. Marie von Clausewitz faleceu em janeiro de 1836.

## Teoria da guerra
Clausewitz foi um soldado profissional e oficial de Estado-Maior que participou de diversas campanhas militares, mas é lembrado principalmente como teórico da guerra. Utilizando os exemplos das campanhas de Frederico, o Grande e Napoleão Bonaparte, produziu uma análise filosófica e sistemática da guerra em todas as suas dimensões. O resultado foi sua principal obra, Vom Kriege (Da Guerra), um tratado inacabado devido à sua morte, escrito em diferentes estágios de sua vida intelectual. Isso explica as aparentes contradições internas — muitas delas reflexo do método dialético que empregava.
Entre suas ideias mais influentes está o conceito da trindade fascinante (wunderliche Dreifaltigkeit), que define a guerra como uma interação entre três forças fundamentais:
- a violência primitiva, o ódio e a inimizade (elemento popular e irracional);
- o acaso e a probabilidade (elemento militar e operacional);
- a razão política (elemento racional e estatal).

| “ | A guerra é, pois, um estranho trinitarismo — composto por violência primordial, ódio e inimizade; pelo jogo do acaso e da probabilidade; e por seu elemento de subordinação à política racional. | ” |

Outros conceitos centrais desenvolvidos por Clausewitz incluem:
- o papel da política como motor da guerra;
- a superioridade intrínseca da defesa sobre o ataque;
- a névoa da guerra — incertezas no campo de batalha causadas por informação incompleta ou falsa;
- a fricção — a diferença entre o planejamento ideal e sua execução real;
- a importância das forças morais (não apenas o moral da tropa, mas a vontade nacional);
- o gênio militar (der kriegerische Genius), entendido como uma combinação de intelecto, coragem, experiência, caráter e intuição.

Clausewitz também diferenciou entre:
- guerra real: conduzida por objetivos limitados e condicionada por fatores políticos e sociais;
- guerra absoluta: conceito teórico, onde a escalada contínua leva à destruição completa do inimigo;
- guerra ideal: um modelo lógico-abstrato que não existe no mundo real.

Apesar de não ter usado a expressão "guerra total", alguns leitores, especialmente após a Primeira Guerra Mundial, interpretaram erroneamente sua obra como justificativa para a guerra de aniquilação. Na verdade, Clausewitz reconhecia a limitação da guerra por fatores políticos e sociais e defendia que os meios militares devem servir aos fins políticos — não o contrário.
| “ | A guerra é simplesmente a continuação do intercâmbio político com a adição de outros meios. Usamos deliberadamente a expressão "com a adição de outros meios", pois queremos deixar claro que a guerra em si não interrompe o intercâmbio político, nem o transforma em algo completamente distinto. Esse intercâmbio continua essencialmente o mesmo, independentemente dos meios que emprega. | ” |

Clausewitz também introduziu distinções entre:
- tática, que pertencia ao campo da ciência;
- estratégia, que, embora baseada na arte, devia considerar os custos e perdas militares em relação aos ganhos políticos;
- centros de gravidade — forças ou posições cuja perda comprometia a capacidade de resistência do inimigo;
- pontos culminantes da ofensiva e da vitória — o momento a partir do qual prosseguir no ataque passa a ser contraproducente.

Ele também tratou da guerra de partidários e da mobilização de populações inteiras, como visto durante as Guerras Napoleônicas, prevendo que o futuro da guerra envolveria a sociedade como um todo, e não apenas forças regulares. Esse pensamento prenunciou conceitos como guerra total, guerra popular e guerra assimétrica.
Por fim, Clausewitz via a guerra como fenômeno eminentemente político e social, não apenas militar. Sua abordagem rompeu com os tratados técnicos anteriores e passou a influenciar profundamente a filosofia da guerra e a doutrina estratégica moderna.

## Interpretação e influência
A obra de Clausewitz, especialmente Da Guerra, tem sido amplamente interpretada e também mal compreendida. Seu uso de método dialético — tese, antítese e síntese — muitas vezes levou leitores a tomarem afirmações provisórias como definitivas. Um exemplo notório é sua famosa frase: "A guerra é a continuação da política por outros meios", que na verdade constitui apenas uma parte do argumento dialético do autor.
O historiador e estrategista Christopher Bassford observa que essa frase é a antítese de uma tese inicial (“a guerra é apenas um duelo ampliado”), e que a síntese completa está expressa em seu conceito de trindade. Essa trindade representa a interação dinâmica e instável entre emoção (povo), acaso (exército) e razão (governo).
A frase foi muitas vezes mal interpretada como uma defesa da guerra total. Contudo, Clausewitz nunca empregou o termo “guerra total” — este surgiu no século XX, com destaque na propaganda do Terceiro Reich. O que Clausewitz descreveu como “guerra absoluta” era uma construção lógica — uma abstração teórica — que no mundo real era sempre limitada por fatores políticos e humanos.
| “ | Filantropos podem imaginar facilmente que há uma forma habilidosa de derrotar o inimigo sem derramamento de sangue, e que esse é o verdadeiro espírito da arte da guerra. Por mais plausível que pareça, esse é um erro perigoso. Pois nos assuntos tão graves como a guerra, os erros motivados por benevolência são os piores. Aquele que usa a força sem hesitação — desde que sua inteligência coopere — obterá vantagem sobre o adversário que hesita. | ” |

A partir do final do século XIX, o pensamento clausewitziano influenciou profundamente a doutrina militar prussiana e, depois, a alemã, particularmente em autores como Helmuth von Moltke, o Velho. Sua afirmação de que “nenhum plano sobrevive ao primeiro contato com o inimigo” ecoa os conceitos de “névoa da guerra” e “fricção” desenvolvidos por Clausewitz.
Em território britânico, a recepção inicial foi modesta, mais como historiador do que como teórico. Após a Guerra dos Bôeres, autores como Spenser Wilkinson e Julian Corbett passaram a aplicar ideias clausewitzianas à estratégia naval e à guerra limitada.
Durante o século XX, seu pensamento influenciou desde líderes militares como Eisenhower e Patton até teóricos marxistas como Lênin, Trotsky e Mao Tsé-Tung. Lenin valorizava a frase de Clausewitz como base para afirmar que “a política é o motivo, a guerra o instrumento”.
Mao leu Da Guerra em 1938 e conduziu seminários sobre Clausewitz com a liderança do Partido Comunista em Yan'an. Elementos como “guerra popular”, “forças morais” e “movimentação do centro de gravidade” tornaram-se pilares da estratégia maoísta.
Na Guerra Fria, o conceito de “guerra absoluta” de Clausewitz foi reinterpretado por Eisenhower para ilustrar o absurdo de um conflito nuclear real. A doutrina de “retaliação maciça” e a política de dissuasão da OTAN foram moldadas por esse raciocínio.
Na era pós-1970, alguns autores, como Martin van Creveld e John Keegan, criticaram o modelo clausewitziano, alegando que ele seria obsoleto frente às guerras assimétricas, rebeliões e terrorismo. Van Creveld argumentou que a “trindade” de povo–exército–governo se aplicava apenas ao Estado-nação. No entanto, estudiosos como Bassford refutam tal leitura ao apontar que Clausewitz nunca definiu sua trindade nesses termos restritos.
O interesse acadêmico em Clausewitz segue robusto: entre 2005 e 2014 foram publicados mais de 16 livros acadêmicos em inglês sobre sua obra. Ele continua sendo leitura obrigatória em academias militares e cursos de relações internacionais ao redor do mundo.

## Legado e principais ideias
As ideias centrais de Clausewitz, especialmente as desenvolvidas em Da Guerra, continuam a influenciar profundamente a estratégia militar, a ciência política, os estudos estratégicos e até mesmo o mundo corporativo. Seus conceitos abordam tanto os aspectos tangíveis (logística, forças, território), quanto os intangíveis (moral, vontade política, incerteza). Abaixo, uma lista das principais contribuições do autor:
- A abordagem dialética — uso de tese, antítese e síntese para compreender fenômenos complexos da guerra.
- Análise crítica — método baseado em estudar campanhas e decisões reais para extrair princípios aplicáveis.
- "A guerra é a continuação da política por outros meios" — conceito-chave sobre a subordinação do militar ao político.
- Trindade da guerra (wunderliche Dreifaltigkeit) — interação entre:
  - paixão e violência (povo),
  - acaso e probabilidade (comando/militares),
  - racionalidade política (governo).

- Guerra absoluta vs. guerra real — distinção entre a guerra como conceito ideal e sua forma prática, limitada por fatores políticos e humanos.
- Primazia da defesa — a defesa é, em sua essência, mais forte do que o ataque.
- Névoa da guerra (fog of war) — incertezas e ambiguidade no campo de batalha, agravadas por informações contraditórias ou falsas.
- Fricção — disparidade inevitável entre o planejamento ideal e a execução real no ambiente de guerra.
- Gênio militar — talento raro de comandantes que conseguem atuar com eficácia apesar da névoa e da fricção; envolve intuição, experiência e caráter.
- Centro de gravidade — ponto de maior força ou coesão do inimigo, cuja neutralização pode ser decisiva.
- Ponto culminante da ofensiva e da vitória — momento além do qual insistir no ataque se torna contraproducente.
- Importância das forças morais — a determinação, coesão e crença influenciam tanto quanto armamentos ou números.
- Relação entre objetivos políticos e objetivos militares — a estratégia deve subordinar os meios militares aos fins políticos.
- Tática (ciência) vs. estratégia (arte) — tática lida com a condução de combates; estratégia, com a conexão desses combates com os objetivos maiores.
- Conflitos limitados vs. guerra de extermínio — identificação de que a maioria das guerras reais não visa à destruição total do inimigo.
- Papel das guerras populares e da mobilização nacional — a energia popular pode ser decisiva, como demonstrado nas guerras revolucionárias e nas campanhas de resistência.

Além de sua influência militar, Clausewitz é frequentemente citado em áreas como administração, liderança, ciência política, segurança internacional e teoria dos jogos.
| “ | A incerteza de todas as informações na guerra é uma dificuldade peculiar. A ação precisa ser planejada sob uma penumbra — que, como a luz da lua ou a névoa, distorce as dimensões e confunde as formas. | ” |